# Christine Abbondio-Künzle
Christine Abbondio-Künzle (* 9. März 1893 als Christine Künzle in St. Gallen; † 22. Mai 1961 in Minusio) war eine Schweizer Schriftstellerin und Mundartdichterin.

## Leben und Wirken
Christine Künzle wurde am 9. März 1893 in St. Gallen geboren. Von 1916 bis 1945 war sie die Sekretärin ihres Onkels, des Kräuterpfarrers Johann Künzle. 1948 heiratete Künzle den aus Ascona stammenden Bildhauer Fiorenzo Abbondio und lebte in Minusio nahe Locarno. Am 22. Mai 1961 starb Abbondio-Künzle im Alter von 68 Jahren in Minusio.

## Werke (Auswahl)
- 1952:  Chrut und Unchrut im Seelegärtli (Gedichte)
- 1955: Ärnschts und Heiters us mim Labe (Erinnerungen)
- 1956: Stimme uf dr Läbesreis
- 1956: Froschgesang (Roman)
- 1957: Waldleben (Gedichte)
- 1957: Gedenkschrift zum 100. Geburtstage des Chrüterpfarrers Johann Künzle 1857 – 1945 (zusammen mit Gotthold Otto Schmid)
- 1962: Das Märchen schreitet durch den Garten (Gedichte)